# 東西制
東西制（とうざいせい）は、大相撲でかつて採用されていた団体優勝を争う制度である。

## 概要
1909年6月、旧両国国技館が開場し、晴雨にかかわらず相撲興行が可能になった。このとき、新しく、優勝争いの制度を策定することとなった。当時は、番付の東西は画然とわかれていて、同じ側の取組はなかったので、東西対抗の団体戦という発想が生まれた。そこで、優勝旗をつくり、幕内の東西のそれぞれの勝ち星（幕内力士が十両力士に負けた場合は勝ち星にカウントしない）を合計して、多いほうを優勝とし、優勝旗を授与し、翌場所の番付で東に位置せしめることとした。これを東西制と呼んだ。
千秋楽に優勝旗の授与式があり、優勝した側の主将（番付最高位の力士が務める。普通は横綱）が優勝旗を受け取り、土俵下に控えた優勝旗手（関脇以下の最高成績をあげた力士）に渡す。その後、旗手を中心にしてパレード（人力車が多かったという）が行われることが多かった。旗手は名誉とされ、記録にとどめられた。
それ以前の相撲には優勝争いという概念がなかったため、この制度は歓迎され、すぐに定着した。しかし、この方式は両方が均衡した関係にないとうまく機能しないので、ときどき入れ替えを実施する必要があった。制度の導入時には、常陸山谷右エ門と梅ヶ谷藤太郎とが東西の両横綱に位置していたが、常陸山引退に伴って梅ヶ谷をはじめとする雷部屋の一統を配置替えしたことを発端に、その後もしばしば配置替えが行われた。また、優勝する側に好成績の力士が多くなるため、かえって番付の昇進が難しくなる事例もあらわれた。当時の東西制下では東西対抗の団体戦による優勝制度が最重要視され、個人の最高成績は二の次であった。
1932年1月場所の番付発表直後に起きた春秋園事件によって、関取衆の多くが脱退、幕内力士も減少したので、再開された2月場所では、東西対抗が不可能になったので、それ以前から十両以下では行われていた系統別総当たり制を、幕内にも適用することとし、東西制は休止された。優勝旗は個人優勝者に授与されるようになった。
しかし、その後、出羽海系統の力士が幕内の半数を占めるようになり、取組編成が硬直化したので、1940年1月場所から再び東西制を復活させることにした。このときも、両軍の均衡をはかるために頻繁に入れ替えが行われ、朝日山部屋や伊勢ヶ濱部屋の力士が東西にふりわけられることさえ生じた。
戦後、相撲の人気回復のためのさまざまな方策が取られた中で、1947年11月場所からふたたび系統別総当たり制が採用され、東西制は廃止された。